# اولیسس ابلیانو
اولیسس ابلیانو (انگلیسی: Ulises Abreliano؛ زادهٔ ۹ آوریل ۱۹۹۸) بازیکن فوتبال است.
از باشگاه‌هایی که در آن بازی کرده‌است می‌توان به باشگاه فوتبال آرسنال ساراندی اشاره کرد.